# Pustervik (lokal)

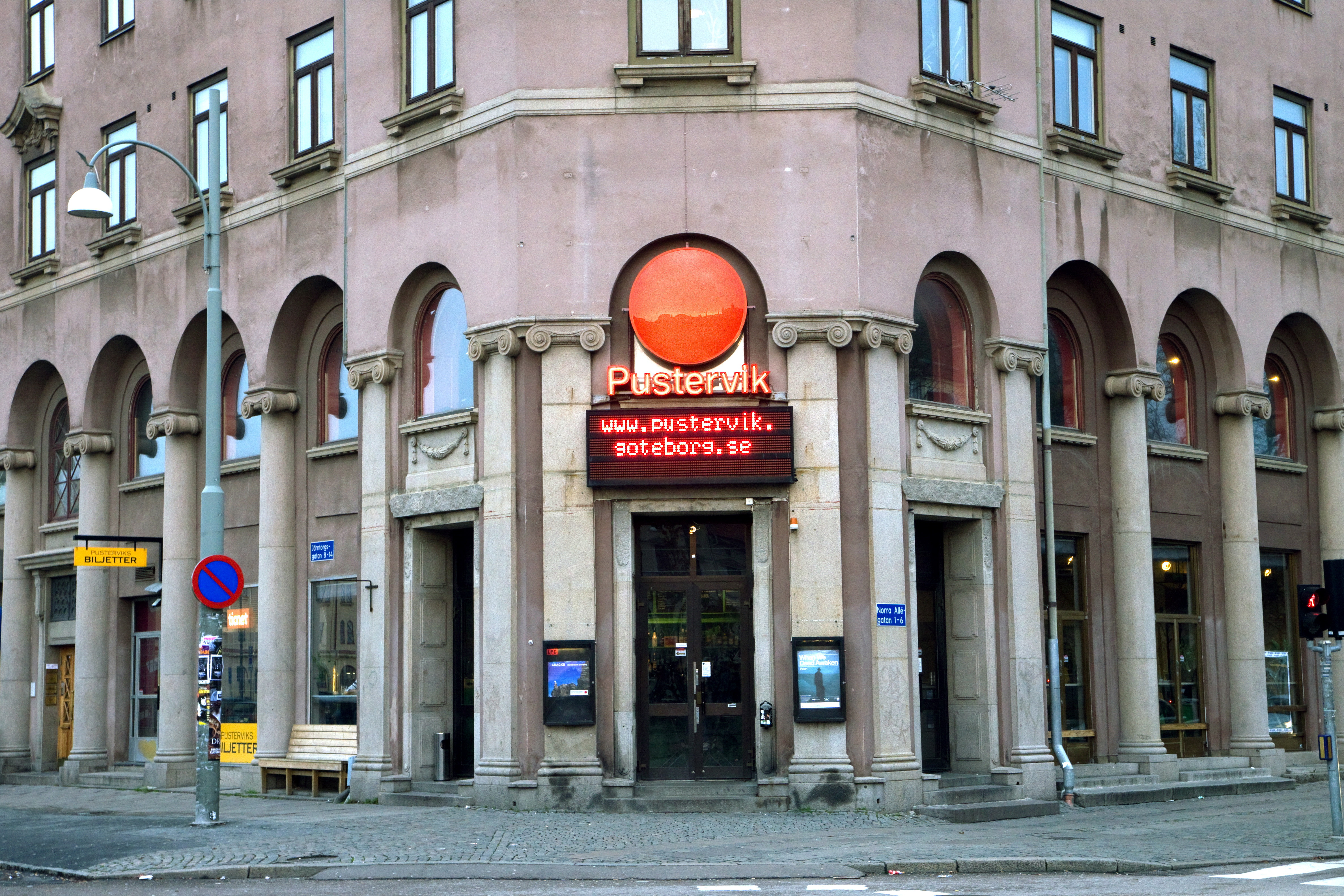
Entrén till Pusterviksbaren (2008).

Pustervik, även känd som Pusterviksbaren, är en konsert- och evenemangsscen i stadsdelen Pustervik, i nära anslutning till Järntorget i centrala Göteborg. Pustervik har bar och restaurang i två våningar och en stor scen med plats för 900 personer. I restaurangen finns en liten scen med plats för 300 personer. Flera gånger i veckan bedrivs nattklubbsverksamhet.

## Historia
I slutet av 1970-talet bildade fotbollsklubben BK Häcken, Nationalteatern och Kultursällskapet Maneten företaget Pustervik Kultur AB. Företaget köpte en fastighet i stadsdelen Pustervik och bedrev teater- och krogverksamhet där under några år. Lokalerna, där Pustervik fanns, har funnits sedan 1920-talet och fram till 1990 användes de av biograferna Järntorgsbiografen, Rialto och Prisma. Mellan åren 1990 och 1993 använde Nationalteatern lokalerna under sina sista aktiva år.
Därefter användes lokalen av Pusterviksteatern, ofta enbart kallad Pustervik, som bestod av två scener, Lilla och Stora Scen, en bar och café. Sena kvällar bedrevs nattklubbsverksamhet i lokalerna med stor temavariation. Pusterviksteatern upphörde 2012 och verksamheten finns nu på Stora Teatern.
I april 2012 öppnade Pustervik efter en omfattande renovering som hade pågått i sex månader.